# Pseudolotus villosus
Genre
Espèce
Pseudolotus villosus est une espèce de plantes à fleurs dicotylédones de la famille des Fabaceae, sous-famille des Faboideae, originaire d'Asie. C'est l'unique espèce acceptée du genre Pseudolotus (genre monotypique). 

## Synonymes
Selon The Plant List (6 décembre 2018) :
- Dorycnium villosum Blatt. & Hallb.
- Lotus makranicus Rech.f. & Esfand.
- Pseudolotus makranicus (Rech.f. & Esfand.) Rech.f.